# 大船温泉
大船温泉（おおふねおんせん）は、北海道函館市大船町にある温泉。温泉地は上の湯と下の湯に分かれる。

## 泉質
- 含硫黄ナトリウム塩化物泉 （日帰り温泉・露天風呂)[1]
- ナトリウム塩化物炭酸水素塩泉 （宿泊施設用温泉・露天風呂・内風呂）[1]
- 源泉温度 57.1℃[1]

## 温泉地
大船川沿いの谷間に温泉地がある。約1kmの間隔をおいて、上の湯と下の湯に分かれる。全ての施設が源泉掛け流し方式。

### 上の湯
函館市営の「ホテル 函館ひろめ荘」と日帰り入浴施設「南かやべ保養センター」が隣接して建っている。ホテルの宿泊客は保養センターにもそのまま入浴可能。透明な食塩泉と白濁した硫黄泉の2種の源泉があるが、保養センターは硫黄泉のみ。
周辺一帯は河川公園として整備され、釣り、ハイキング、キャンプが可能。

### 下の湯
質素な一軒宿がある。日帰り入浴のみを扱う。地元の漁師が利用する穴場的存在。

## 歴史
- 1839年（天保10年）ごろ、下の湯で湯小屋が作られたが、その後湯船が壊れしばらく放置された。
- 1877年（明治10年）に再度掘削され浴場が作られた[3][リンク切れ]。
- 1995年（平成7年）南茅部町が上流側に「ひろめ荘」及び河川公園を建設した。

## アクセス
車で函館空港から約35km